# Alanna
Alanna, Alanah hoặc Alannah là một tên người có nguồn gốc còn đang tranh cãi. Nó có nguồn gốc từ tiếng Đức cổ có nghĩa là "đáng quý" hoặc từ tiếng Ireland có nghĩa leanbh" hoặc từ "child", in tiếng Anh. Nó thường được coi là từ mang tính nữ của từ Alan.
Alana là một tên nữ giới phổ biến từ ngôn ngữ Gaelic/ Hawaii với nghĩa công bằng, đẹp, tặng. Trong ngôn ngữ Polynesia Alana có nghĩa là khởi đầu mới. Trong tiếng Ibo từ này có nghĩa quê cha hoặc quê hương.

## Người có tên Alana/Alanna/Alannah/Alanah
- Alanna Buehring, a crew member on the IPTV show Hak.5
- Alanna Kraus, a Canadian skater
- Alanna Nash, an American journalist and biographer
- Alanna Ubach, a Puerto Rican actress
- Alannah Currie, a musician from the Thompson Twins
- Alannah Myles, a Canadian singer-songwriter

### Fictional characters
- Alana (Transformers), a female Transformer from Transformers: Generation 1
- Alanna Mosvani, a fictional character in Robert Jordan's Wheel of Time series
- Alanna of Trebond, a fictional character in Tamora Pierce's Tortall novels, beginning with Alanna: The First Adventure